# Epepeotes lugubris
Epepeotes lugubris är en skalbaggsart som först beskrevs av Francis Polkinghorne Pascoe 1866.  Epepeotes lugubris ingår i släktet Epepeotes och familjen långhorningar.
Artens utbredningsområde är Sulawesi. Inga underarter finns listade i Catalogue of Life.